# 僧正殺人事件
『僧正殺人事件』（そうじょうさつじんじけん、The Bishop Murder Case）は、S・S・ヴァン・ダイン作の長編推理小説。1929年発表。
素人探偵ファイロ・ヴァンスが活躍する12長編のうちの4作目にあたる作品であり、ヴァン・ダインの作品の中でも前作『グリーン家殺人事件』と並んで特に高い評価を受けている。

## あらすじ
高名な物理学者ディラード教授の邸宅周辺で、教授の姪に思いを寄せていた弓術選手ジョーゼフ・コクレーン・ロビンが心臓に矢が突き刺さり死んでいるのが発見され、恋敵であり死の直前まで一緒だったスパーリングという男が姿を消した。
コック・ロビンが弓矢でスパーリング（雀）に殺されたことを思わせる状況は、マザー・グースの「コック・ロビンの死と葬い」に不気味なまでの合致を見せる。そして現場の郵便受けには「僧正」と署名された、事件を示唆するような内容の書付けが入れられていた。
そして事件はそれだけでは終わらず、スパーリングが捕まった後も次々と「僧正」の魔手により「マザー・グース」に見立てた不気味な殺人事件は続いていった。
素人探偵ファイロ・ヴァンスは、独自の心理分析によってそれぞれの殺人の犯行状況から犯人像を絞り込み、「僧正」と対決する。

## 登場人物
- ファイロ・ヴァンス - 素人探偵
- ジョン・F・X・マーカム - 地方検事
- アーネスト・ヒース - 部長刑事
- バートランド・ディラード - 元数理物理学教授
- ベル・ディラード - バートランドの姪
- シガード・アーネッソン - 数学の准教授、バートランドの養子
- パイン - ディラード家執事
- ビードル - ディラード家料理人
- アドルフ・ドラッカー - 科学者、脊椎が彎曲異常、第3の事件の被害者
- ミセス・オットー・ドラッカー（レディ・メイ） - アドルフの母親
- グレーテ・メンツェル - ドラッカー家料理人
- ジョン・パーディー - 数学者、チェスの名手、第4の事件の被害者
- ジョーゼフ・コクレーン・ロビン - アーチェリー選手、第1の事件の被害者
- レイモンド・スパーリング - アーチェリー選手
- ジョン・E・スプリッグ - 大学生、アーネッソンの教え子、第2の事件の被害者
- ホイットニー・バーステッド - 神経科医
- クィナン - 記者
- マデラン・モファット - 幼い少女、アドルフの知り合い、誘拐される
- オブライエン - 警視正
- ウィリアム・M・モラン - 警視
- ピッツ - 殺人課警部
- ギルフォイル、スニトキン、ヘネシー、エメリ、バーク - 殺人課の刑事たち
- デューボイス - 警部、指紋係
- エマニュエル・ドリーマス - 検死官
- スワッカー - 地方検事の秘書
- カーリ - ヴァンスの執事

## 作品中のマザー・グース
- 誰が殺したコック・ロビン
第1の殺人である、アーチェリー選手のジョーゼフ・コクレーン・ロビンが胸に矢を突き刺されて殺された際に用いられた唄。
- 小さな男がいた 小さな鉄砲持っていた
第2の殺人である、アーネッソンの教え子の大学生、ジョン・E・スプリッグが32口径のピストルで射殺された際に用いられた唄。
- ハンプティ・ダンプティ
第3の殺人である、科学者のアドルフ・ドラッカーが高い塀から突き落とされて殺された際に用いられた唄。
- ジャックが建てた家
第4の殺人である、数学者でチェスの名手のジョン・パーディーが、カードの家が組み立てられたテーブルで殺された際に用いられた唄。
- マフェット嬢ちゃん
アドルフ・ドラッカーの知り合いの少女、マデラン・モファットが誘拐された際に用いられた唄。

## 日本語訳
- 『僧正殺人事件』
（武田晃訳、新樹社、ぶらつく選書） 1950年
（武田晃訳、ハヤカワ・ミステリ） 1955年
（井上勇訳、東京創元社、世界推理小説全集17） 1956年
（井上勇訳、創元推理文庫） 1959年
（井上勇訳、東京創元社、世界名作推理小説大系11） 1960年
（中村能三訳、新潮文庫） 1959年
（鈴木幸夫訳、角川文庫） 1961年
（宇野利泰訳、中央公論社、世界推理小説名作選） 1962年
（宇野利泰訳、中公文庫） 1977年
（鈴木幸夫訳、旺文社文庫） 1976年
（平井呈一訳、講談社文庫） 1976年
（日暮雅通訳、集英社文庫、乱歩が選ぶ黄金時代ミステリーBEST10 3） 1999年
（宇野利泰訳、嶋中書店、嶋中文庫、グレート・ミステリーズ3） 2004年
（日暮雅通訳、創元推理文庫、S・S・ヴァン・ダイン全集） 2010年
- 『ヴァン・ダイン / ミルン』
（宇野利泰訳、中央公論社、世界推理名作全集7） 1960年

「僧正殺人事件」と「赤い家の秘密」（A・A・ミルン）を収録
- 『ヴァン・ダイン』
（平井呈一訳、東都書房、世界推理小説大系17） 1963年

「僧正殺人事件」と「グリーン家殺人事件」を収録
- 『僧正殺人事件 / ある男の首』
（ヴァン・ダイン / シムノン、平井呈一訳、講談社、世界推理小説大系7）1972年

「僧正殺人事件」と「ある男の首」（ジョルジュ・シムノン）を収録

## 派生・影響作品
山田正紀の推理小説『僧正の積木唄』は、この作品の数年後、再び僧正を名乗るものによる殺人が始まり、その頃アメリカに滞在していた後の名探偵金田一耕助がこれに挑んでいくといった内容になっている。ヴァンスも登場するものの、本作における推理を否定されるなど、金田一の引き立て役と化している。
なお、横溝正史の金田一耕助ものの代表作である『獄門島』と『悪魔の手毬唄』は、『僧正殺人事件』とアガサ・クリスティの『そして誰もいなくなった』に触発されたものである。ただし、マザー・グースに対応するような既存の童謡がなかったため、『獄門島』では俳句を代用し、『悪魔の手毬唄』では横溝が架空の手毬唄を創作した。

## 関連作品
- 『鑢』（フィリップ・マクドナルド）
- 『だれがコマドリを殺したのか?』（ハリントン・ヘクスト）
- 『私が見たと蠅は云う』（エリザベス・フェラーズ）